# Отт, Анастасия Владимировна
Анастасия Владимировна Отт (род. 7 сентября 1988) — российская бегунья на дистанции 400 м с барьерами. Её личный рекорд составляет 55,07 секунд и был установлен в Казани 18 июля 2008 года.
Входила в команду России на летних Олимпийских играх 2008 года в Пекине, где дошла до полуфинала, в котором заняла шестое место.

## Биография
Родилась 7 сентября 1988 года в городе Краснотурьинске Свердловской области. В 2006 году переехала в Екатеринбург.
На 19 юниорском чемпионате Европы по легкой атлетике в 2007 году – в эстафетном беге 4х400 метров Анастасия в составе сборной команды России заняла 1 место. Отт Анастасия выступала за спортивны клуб «Луч». Тренировал Анастасию заслуженный тренер России, тренер спортивного клуба «Луч» Табабилов Риф Бариевич.

## Награды
- Чемпионка России среди юниоров 2006
- Чемпионка Европы среди юниоров 2007 в беге на 4х400м
- Бронзовый призёр Чемпионата России 2008 года в беге на 400 метров с барьерами
- Серебряный призер Чемпионата России 2013